# Zbigniew Nowakowski
Zbigniew Nowakowski (ur. 8 maja 1937, zm. 23 października 2010 w Mielcu) – polski pilot doświadczalny, instruktor lotniczy.

## Lotnicza droga
Lotniczą drogę rozpoczął w 1957 r. – szkolenie samolotowe u instruktora Zbigniewa Wróblewskiego. Przeszedł też szkolenie szybowcowe oraz spadochronowe. Już po roku od rozpoczęcia szkolenia lotniczego wystartował w IV samolotowych Mistrzostwach Polski Juniorów uzyskując 6 miejsce na 27 startujących. Zafascynowała go właśnie akrobacja lotnicza - startował w wielu zawodach zajmując czołowe miejsca. Był członkiem kadry narodowej w akrobacji samolotowej. W 1962 r. rozpoczął pracę jako instruktor lotniczy - uczniem był m.in. późniejszy pilot doświadczalny inż. Henryk Bronowicki. W 1958 r. uzyskał tytuł i medal „Mistrza Sportu”. 
W kwietniu 1969 rozpoczął pracę w PZL Mielec jako pilot transportowy. Uzyskał Złotą Odznakę Szybowcową z trzema diamentami – w tym za przewyższenie 5000 m nie na fali, a w Mielcu w locie w chmurze burzowej.

## Pilot doświadczalny
Po 6 latach pracy jako zawodowy pilot transportowy w 1975 r. uzyskał uprawnienia jako pilot doświadczalny II klasy. Miał też uprawnienia na samoloty wielosilnikowe. 
Brał udział w badaniach prototypów samolotów: PZL M18 Dromader (różne wersje), An-28 PZL M28, PZL M-20 Mewa, PZL M-15 (Belphegor), PZL M-21 Dromader Mini. Odbył też przeszkolenie na samolotach odrzutowych Lim-2, LiM-5. Wszedł w skład 4 osobowego zespołu pilotów (inż. Ludwik Natkaniec, inż. Henryk Bronowicki, major pil. Jerzy Bachta) dokonujących lotów na samolocie PZL I-22 Iryda - w tym najbardziej ryzykownych prób flatterowych. Dokonywał też seryjnych oblotów TS-11 Iskra. 
Znany był z prezentacji samolotów na pokazach - w tym na PZL I-22 Iryda na Air Show w Poznaniu w 1991 r.
Latał szczęśliwie, choć miał kilka przesłanek wypadku lotniczego – np. rozpięcie się pasów w locie plecowym na TS-11 Iskra w Farnborough w Anglii. Los był dla niego też łaskawy w 1987 roku w próbach flatterowych – lecący po nim mjr Jerzy Bachta zginął śmiercią lotnika. 
Łącznie wykonał 1708 lotów na 23 typach szybowców, 17529 lotów na 48 typach samolotów w ogólnym nalocie 9681 godzin. 
Posiadał odznaczenia: Złoty Krzyż Zasługi, brązowy medal Medal „Za zasługi dla obronności kraju”, Zasłużony Działacz Lotnictwa Sportowego, Odznaka 100-lecie Lotnictwa Polskiego. 
Zmarł 23 października 2010 r. w Mielcu i jest pochowany w rodzinnym grobie w Buszkowicach pod Przemyślem. 